# Kabinett Andreotti VI
Das italienische Kabinett Andreotti VI wurde am 22. Juli 1989 durch Ministerpräsident Giulio Andreotti gebildet und befand sich bis zum 11. April 1991 im Amt. Es löste das Kabinett De Mita ab und wurde durch das siebte Kabinett Andreotti abgelöst.

## Kabinett
Dem Kabinett gehörten folgende Minister an:
| Amt                                                                                          | Name                                          | Parlamentsmandat                                              | Anmerkungen |
| -------------------------------------------------------------------------------------------- | --------------------------------------------- | ------------------------------------------------------------- | --- |
| Ministerpräsident                                                                            | Giulio Andreotti                              | Camera dei deputati                                           | zugleich kommissarischer Minister für staatliche Beteiligungen vom 26. Dezember 1990 bis 11. April 1991                                                                                     |
| Vize-Ministerpräsident                                                                       | Claudio Martelli                              | Camera dei deputati                                           | |
| Minister ohne Geschäftsbereich für den öffentlichen Dienst                                   | Remo Gaspari                                  | Camera dei deputati                                           | |
| Minister ohne Geschäftsbereich für die Koordinierung der Gemeinschaftspolitik                | Pier Luigi Romita                             | Camera dei deputati                                           | |
| Minister ohne Geschäftsbereich für Sondermaßnahmen in Süditalien                             | Riccardo Misasi Giovanni Marongiu             | Camera dei deputati kein Parlamentsmandat                     | Misasi: Amtszeit 22. Juli 1989 bis 26. Juli 1990 Marongiu: Amtszeit 26. Juli 1990 bis 11. April 1991                                                                                        |
| Minister ohne Geschäftsbereich für die Koordinierung des Zivilschutzes                       | Vito Lattanzio                                | Camera dei deputati                                           | |
| Ministerin ohne Geschäftsbereich für soziale Angelegenheiten                                 | Rosa Russo Iervolino                          | Senato della Repubblica                                       | zugleich kommissarische Ministerin für Arbeit und Sozialversicherung vom 18. März bis 11. April 1991                                                                                        |
| Minister ohne Geschäftsbereich für Angelegenheiten der Regionen und institutionelle Probleme | Antonio Maccanico                             | kein Parlamentsmandat                                         | |
| Minister ohne Geschäftsbereich für die Probleme städtischer Gebiete                          | Carmelo Conte                                 | Camera dei deputati                                           | |
| Minister ohne Geschäftsbereich für die Beziehungen zum Parlament                             | Egidio Sterpa                                 | Camera dei deputati                                           | |
| Außenminister                                                                                | Gianni De Michelis                            | Camera dei deputati                                           | |
| Innenminister                                                                                | Antonio Gava Vincenzo Scotti                  | Camera dei deputati                                           | Gava: Amtszeit 22. Juli 1989 bis 16. Oktober 1990 Scotti: Amtszeit 16. Oktober 1990 bis 11. April 1991                                                                                      |
| Justizminister                                                                               | Giuliano Vassalli Claudio Martelli            | kein Parlamentsmandat Camera dei deputati                     | Vassalli: Amtszeit 22. Juli 1989 bis 1. Februar 1991 Martelli: kommissarische Amtsführung 1. Februar bis 11. April 1991                                                                     |
| Minister für den Haushalt und Wirtschaftsplanung                                             | Paolo Cirino Pomicino                         | Camera dei deputati                                           | |
| Finanzminister                                                                               | Rino Formica                                  | Camera dei deputati                                           | |
| Schatzminister                                                                               | Guido Carli                                   | Senato della Repubblica                                       | |
| Verteidigungsminister                                                                        | Mino Martinazzoli Virginio Rognoni            | Camera dei deputati                                           | Martinazzoli: Amtszeit 22. Juli 1989 bis 26. Juli 1990 Rognoni: Amtszeit 26. Juli 1990 bis 11. April 1991                                                                                   |
| Minister für öffentlichen Unterricht                                                         | Sergio Mattarella Gerardo Bianco              | Camera dei deputati                                           | Mattarella: Amtszeit 22. Juli 1989 bis 26. Juli 1990 Bianco: Amtszeit 26. Juli 1990 bis 11. April 1991                                                                                      |
| Minister für öffentliche Arbeiten                                                            | Giovanni Prandini                             | Senato della Repubblica                                       | |
| Minister für Landwirtschaft und Forsten                                                      | Calogero Mannino Vito Saccomandi              | Camera dei deputati kein Parlamentsmandat                     | Mannino: Amtszeit 22. Juli 1989 bis 26. Juli 1990 Saccomandi: Amtszeit 26. Juli 1990 bis 11. April 1991                                                                                     |
| Verkehrsminister                                                                             | Carlo Bernini                                 | kein Parlamentsmandat                                         | |
| Minister für Post und Telekommunikation                                                      | Oscar Mammì                                   | Camera dei deputati                                           | |
| Minister für Industrie, Handel und Handwerk                                                  | Adolfo Battaglia                              | Camera dei deputati                                           | |
| Minister für Arbeit und Sozialversicherung                                                   | Carlo Donat-Cattin Rosa Russo Iervolino       | Senato della Repubblica                                       | Donat-Cattin: Amtszeit 22. Juli 1989 bis 18. März 1991 Russo Iervolino: kommissarische Amtsführung 18. März bis 11. April 1991 Ministerin ohne Geschäftsbereich für soziale Angelegenheiten |
| Außenhandelsminister                                                                         | Renato Ruggiero                               | kein Parlamentsmandat                                         | |
| Minister für die Handelsmarine                                                               | Carlo Vizzini                                 | Camera dei deputati                                           | |
| Minister für staatliche Beteiligungen                                                        | Carlo Fracanzani Franco Piga Giulio Andreotti | Camera dei deputati kein Parlamentsmandat Camera dei deputati | Fracanzani: Amtszeit 22. Juli 1989 bis 26. Juli 1990 Piga: Amtszeit 26. Juli 1990 bis 26. Dezember 1990 Andreotti: kommissarische Amtsführung 26. Dezember 1990 bis 11. April 1991          |
| Gesundheitsminister                                                                          | Francesco De Lorenzo                          | Camera dei deputati                                           | |
| Minister für Tourismus und Veranstaltungen                                                   | Franco Carraro Carlo Tognoli                  | kein Parlamentsmandat Camera dei deputati                     | Carraro: Amtszeit 22. Juli 1989 bis 6. Februar 1990 Tognoli: Amtszeit 6. Februar 1990 bis 11. April 1991                                                                                    |
| Minister für kulturelles und ökologisches Erbe                                               | Ferdinanco Facchiano                          | Camera dei deputati                                           | |
| Umweltminister                                                                               | Giorgio Ruffolo                               | Senato della Repubblica                                       | |
| Minister für Universitäten, wissenschaftliche Forschung und Technologie                      | Antonio Ruberti                               | kein Parlamentsmandat                                         | |